# Souřadnicový čas
Souřadnicový čas je podle teorie relativity čas vztažený k jisté souřadné soustavě (například na potenciál rotujícího geoidu). Tedy odlišný oproti vlastnímu času, který je lokálním časem vůči danému objektu v klidu. Souřadnicový čas se pro porovnatelnost používá v časových stupnicích jako je TAI, UTC, TCB, TCG, terestrický čas (který byl původně definován jako vlastní čas) a v dalších.